# Сезона олуја
Сезона олуја је (пољ. Sezon burz) је шести роман, а осма књига у саги о Вешцу, који је написао писац епске фантастике Анджеј Сапкосвски. Књига је први пут издата 2013. године у Пољској.

## Село пре Керака
Радња романа креће из угла Идра, вишеногог створа који је се настанио у шуми у близи мањег села. Идр је осетио подрхтавање тла и кренуо у лов. Идров лов је био неуспешан јер је вештац Гералт од Ривије, познати створоловац, стао на његов пут у лов недужних сељана. Гералт се након примања плате и добровољног додатка од сеоског главешине упутио ка Кераку.

## У Кераку
У Кераку Гералт је оставио своју верну кобилу Укљеву у штали одакле се упутио кордегардију где је био приморан да остави своје мачеве, неопходне за посао вешца. Гералт одлази у познату крчму "Натура Рерум" у којој бива ухапшен од стране грдаских власти. У затвору проводи недељу дана пре него што га итведу на суђење. На суђењу Гералт успева да ублажи казну и плати одштету од 500 новиградских корона. Након изласка из затвора упутио се ка кордегардији да преузме своје мачеве, којих није било. Ту се Гералт побио са гардисткињама због напада на чиновника и ључара који је на том месту умро од страха. Деље ломњење костију је прекинуо Трубадур Невен и градски тужилац Ферант де Летенхов, Невенов рођак. Након изласка из кордегардије Гералт и Невен бивају нападнути од стране мање групе локалних ниткова крај бачварске радионице. Гералт је успео да их победи користећи даску за бурад из радионице. Невен је открио да је чаробница Лита Нејд познатија као Корал послала Гералта у затвор и платила кауцију да изађе. Након 10 дана проведених у Кераку Гералт ступа у емотивну везу са чаробницом која му помаже да нађе први траг о својим несталим мачевима.

## У Ревелину
Ревелин је место које се појавило у чаробном претказању чаробнице Корал. Отишавши у Ревелин Гералт и Невен су отишли код бившег свештеника пресветлог Пирал Прата који их је дочекао са својим телохранитељом Микитом полу дивом полу патуљком. Пресветли Пирал Прат је тражио услугу за информацију о Гералтовим мачевима. Гералт је прихватио и борио се голим рукама са вигилозауром даждевњаком чуварем кога је победио уз помоћ своје вештерске магије и агилности створоловца. Мачеви које су нестали су били понуђени пресветлом Пирил Прату на продају али их је одбио и предложио је да се однесу на аукцију у Новиград.

## У Рисбергу
Рисберг је замак сакривен у брдима који управљају чаробњаци. Дочекали су га чаробњаци Цара и Пинети. Који су Гералт спровели до дворане где је упознао најстаријег чаробњака на свету Ортолана, легенду међу чаробњачким светом. Чаробњаци из Рисберга су тражили помоћ од Гералта. У непосредној близини десила су се три злочина, напади на шумска села и колоније дрвосеча. Зна се да је преступник користио Гоатеју, врсту магије којом се призивају демони.

## У Тукајском Погорју
Тукајско Погорје је област која обкружавала Рисберг и делила територију између краљевина Темерије и Бруге. Гералтов задатак је био да патролира шумама. Током патроле Гералт је био опкољен. Опколила га  је прослављена ловачка параформација "Шумари" , ловци на нељудске расе, посебно на дријаде и вилењаке. Констабл Франс Торквил затражи помоћ од Гералта у заштити становника Погорја. Током патролирања Гералт осети дим, одмах дојаха до оближње кречењаре где су људи лежали по поду са пререзаним гркљанима. Унутар једне колибе Гералт примети Сорела Дегерлунда, Ортолановог миљеника. Ухватио га је и наредио да инвоцира телепотациону бајалицу, када су стигли нису били у Рицбергу.

## У Дегерлундовој кући
Дегерлуд их је телепортовао у своју кућу, своје скровиште. Где је везао Гералта и отровао га је. Поред Дегерлунда су стајали два мутирана бића по имену Буе и Банг, као и искусни самострелац Паштор. Гералта су држали заточеног док Гералт није скупио снагу и у последњем тренутку из Дегерлундовог гримоара инвоцирао телепортациону бајалицу.